# Hoekgetrouwe cilinderprojectie
Een hoekgetrouwe cilinderprojectie is een type kaartprojectie met als belangrijke gevallen de mercatorprojectie, de transversale mercatorprojectie en elk van de stroken van de universele transversale mercatorprojectie. Het is een hoekgetrouwe of anders gezegd conforme afbeelding. Het aardoppervlak wordt bij een cilinderprojectie op een cilinder afgebeeld en dan als het ware uitgerold.
De mercatorprojectie is door de Vlaamse cartograaf Gerard Mercator in 1569 ingevoerd.
Het Duitse Soldner-Koordinatensystem gebruikte 40 transversale mercatorprojecties met de meridiaan van 40 grote steden als centrale meridiaan.